# Barisan
Barisan is een bestuurslaag in het regentschap Cirebon van de provincie West-Java, Indonesië. Barisan telt 3736 inwoners (volkstelling 2010).